# Głupek o poranku
Głupek o poranku (ang. Free Radio, 2008–2009) – amerykański serial komediowy nadawany przez amerykańską stację VH1. W Polsce jest nadawany od 1 czerwca 2011 roku na kanale Tele 5.

## Opis fabuły
Lance (Lance Krall) pracuje jako praktykant w stacji radiowej. Pewnego dnia niespodziewanie pracę w rozgłośni porzuca spiker, który prowadzi cieszący się dużą popularnością program poranny. Szef proponuje stażyście objęcie jego stanowiska. Nieporadność, nieudolność i liczne gafy, które popełnia Lance na antenie, tylko przysparzają audycji słuchaczy. Młody pracownik współprowadzi program z Anną (Anna Vocino). Razem przeprowadzają wywiady z największymi gwiazdami show-biznesu. Ich pracy bacznie przygląda się sfrustrowany szef rozgłośni, James Reed (Brian Huskey).
Stażysta Lance prowadzi w zastępstwie cieszący się popularnością poranny program, do którego zapraszani są znani i lubiani. W pierwszej audycji czeka go jednak pasmo niepowodzeń. Jego rozmówcami są: Kiefer Sutherland, Luis Guzman, Angela Kinsey oraz Christopher Walken.

## Obsada
- Lance Krall jako Lance
- Anna Vocino jako Anna
- Brian Huskey jako James Reed
- Sarah Baker jako Sarah
- Gerry Bednob jako Bling Bling Shelton